# پیریونس انجیران

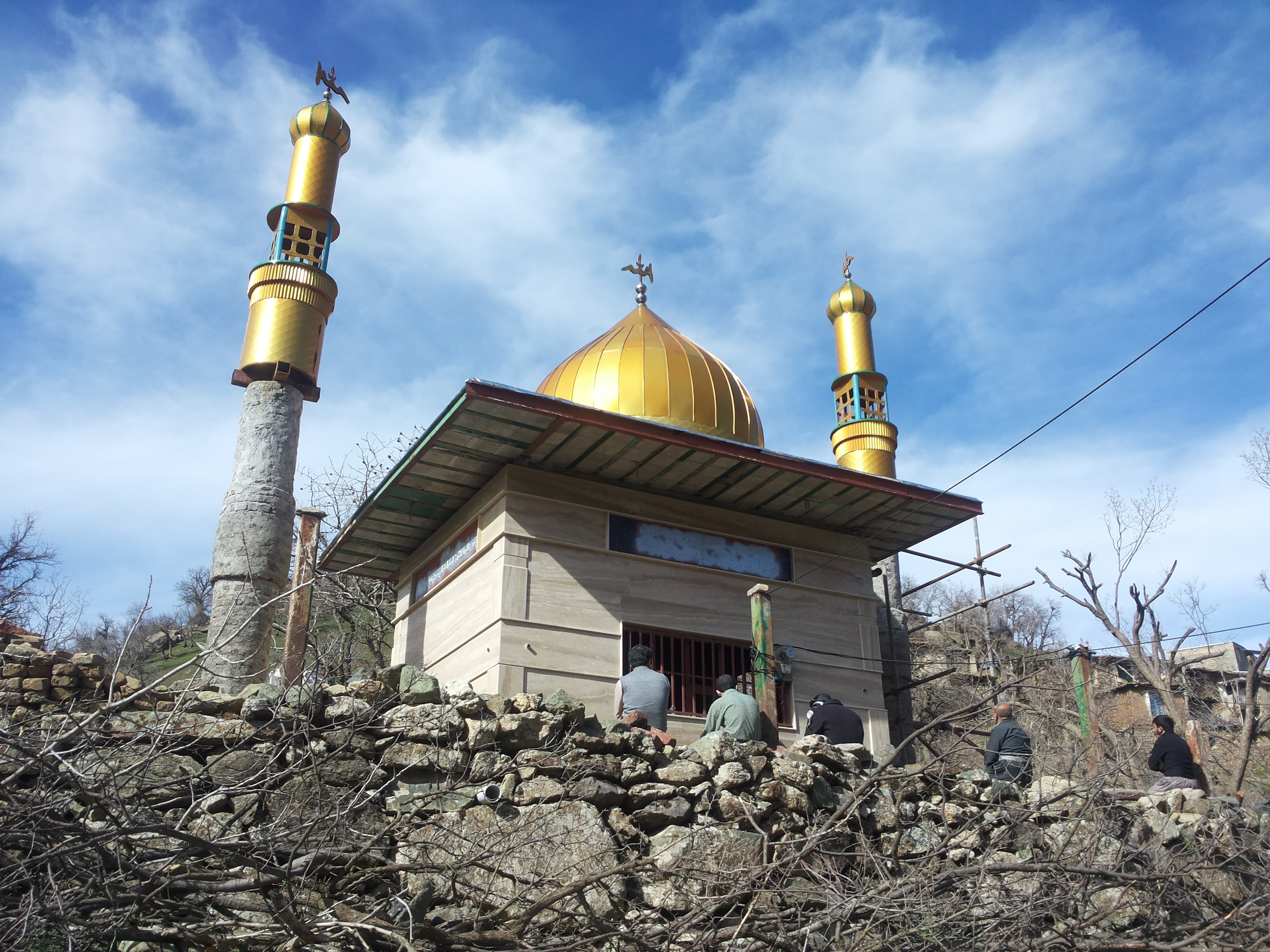
مزار پیریونس

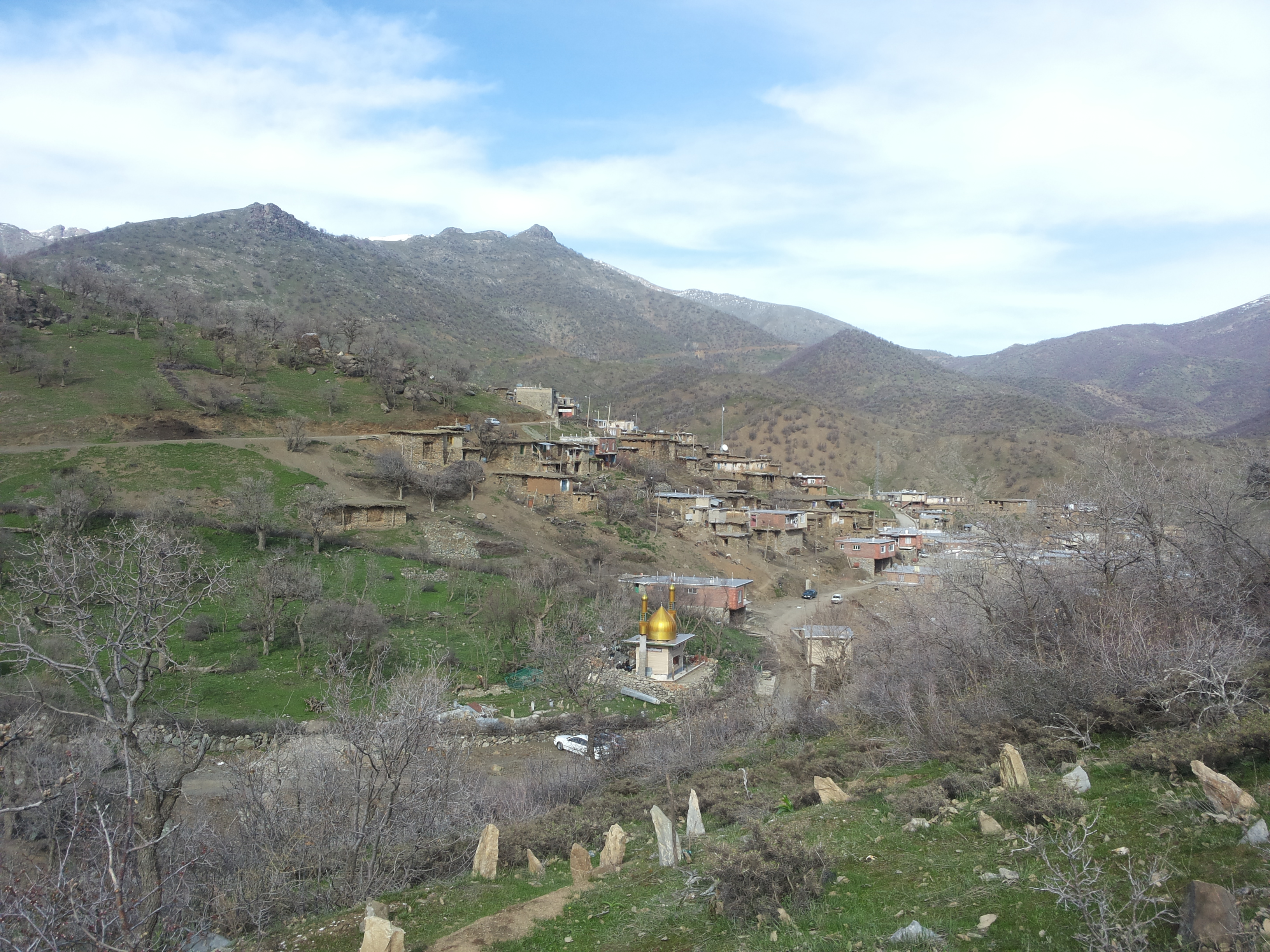
تصویری از آرامگاه پیریونس که آبادی انجیران هم در آن پیداست.

پیریونس (به کردی سورانی: پیریۆنس، پیروێنس) عارف و شاعر کرد سده سیزدهم میلادی است. از آنجایی که آرامگاه وی در روستای انجیران از توابع مریوان قرار دارد، به پیریونس انجیران شهرت یافته‌است. پیریونس فرزند شیخ زکریا شاذلی نوه شیخ ابوالحسن شاذلی و از سادات حسنی است. از او اشعاری به زبان فارسی باقی مانده‌است. شیخ شهاب الدین شاذلی (سده شانزده و هفده میلادی) شعری هورامی در مدح وی سروده‌است. ملا عبدالکریم مدرس وی را برادر شاه نعمت‌الله ولی ولی می‌داند. علاوه بر شجره نامه، این بیت پیریونس نیز شاهد این مدعاست:
| برادر کو بود شه نعمت‌الله ولی بی شک |  | پدر باشد ذکریا جد اهدل شاه دورانم |

و برادران دیگر حضرت سلطان شیخ پیر یونس  به این ترتیب هستند:
1. شاه نعمت ولی
2. شیخ بابا علی (روستا کاکو زکریا)
3. شیخ حس (روستای سورکول)
4. شیخ محمد شریف(روستای شیخ شربتی)
5. سلطان شیخ پیر یونس (روستای انجیران)
6. شیخ امیر طاهر (روستای کلان)
7. شیخ علی معروف بابا شیخ (شهرک بیساران)
8. شیخ امیر (روستای پیرتوکل)
9. شیخ عطار (روستای ونینه)
10. شیخ یوسف (روستای سورکول
11. شیخ پیر محمد امین( روستای نیزل)
12. شیخ محمد (روستا کاکو زکریا)

و همچنین همسر حضرت سلطان از امیران اسلام بوده است و دارای سه فرزند بوده به نام های :
1. شیخ  اسماعیل
2. شیخ عیسی
3. شیخ موسی

شیخ اسماعیل دارای دو فرزند بود شیخ اسحاق شیخ ابراهیم که شیخ اسحاق در نوجوانی در مجلس ذکر وفات فرمود و شیخ ابراهیم در انجیران ماند وشیخ های انجیران از نوه ایشان هستند و شیخ عیسی روستای سوله را آباد نمود که نوه ایشان شیخ امین بن شیخ خلیل بن شیخ خالد معروف به شیخ کاکه خال سوله در سوله ماند و بعد از اتش سوزی روستا در پایین آبادی روستای هانه شیخان را آباد کرد که فرزندش حاجی شیخ سعید در انجا ماند شیخ های هانه شیخان وسوله فرزندان شیخ عیسی و از نوه حضرت سلطان پیر یونس هستند.

## جستارهای بیرون
شیخ ابولحسن شاذلی
پیریونس انجیران
صحفه ۸۹ در کتاب بنه ماله زانیاران
کتاب بنه ماله زانیاران